# Далат
Далат (на виетнамски: Đà Lạt) е град в централната планина на Виетнам, столица на провинция Лам Донг.
Разположен е на платото Далат на около 1475 метра надморска височина. Намира се на 1491 км от Ханой и на 300 км от град Хошимин.
Името на града най-вероятно произхожда от езика лати, един от възможните преводи е „речното племе Лат“. Освен това градът има много неофициални названия: „Малкият Париж“, „Градът на вечната пролет“, „Швейцарските Алпи във Виетнам“.

## История
Историята на Далат започва с колонизацията на Виетнам от французите. Смята се, че бактериологът Александър Йерсен е първият, който забелязва през 1887 г. чистия хладен въздух в тази област и предлага изграждането на курорт тук. Официалната година на основаване се счита за 1863 година.
През 1907 г. е построен първият хотел, а през 1912 г. е формиран град Далат, който бързо набира популярност сред европейците. Към 1920 г. формирането на града като цяло е завършено.

## Природа
Сега Далат е планински курорт, заобиколен от вечнозелени гори, множество водопади, езера, живописни долини, проходи и природни паркове.
Поради местоположението си е с много мек, субекваториален климат. Температурата на въздуха варира от +10 до +26° С. Средните месечни температури са от +24 °C през ноември-декември до +28 °C през април-май.
Минималните валежи се появяват в „сухия сезон“ – от декември до март, през лятото и есента може да вали, но дори и през дъждовния сезон е доста топло и слънчево.
Теренът на Далат е предимно хълмист, което добавя допълнителна красота.

## Икономика
Икономиката на града се състои от земеделие (отглеждане на плодове, цветя, ягоди, грозде, кафе), винопроизводство, туризъм, научни изследвания – Далат е един от центровете на виетнамската наука.
Високата надморска височина, мекият климат на курорта без горещини, ранната комбинация от френския провинциален чар от времето на колониализма и екзотиката на изтока на Виетнам, и чистият планински въздух, го правят привлекателно място за почивка не само сред местните жители, но и сред туристите от други страни.
Градът има развита туристическа индустрия. Той е популярна дестинация за меден месец на младоженците и град на артисти и художници от Виетнам. Градът е известен със своите голф игрища и цветен парк.

## Забележителности
Забележителностите на Далат са: Езерото Сюан Хуонг, разположено в центъра на града, местните пагоди – Lam Ty Ni, Thien Vuong, Linh Son, Su Nu, Minh Nguyet Cu Si Lam, католически и евангелски църкви, катедрала, лятната резиденция на последния император Бао Дай с напълно запазен интериор, старата железница, която в периода 1928 – 1964 г. свързва Далат и Тапчам (сега по нея минава туристически влак). Особено забележителна е къщата за гости „Ханг Нга“, наричана още „Лудата къща“, която едновременно е хотел, кафене и художествена галерия.
Историческият музей „Лам Донг“, построен в колониален френски стил, представя древни артефакти, костюми и музикални инструменти на местните народи.
Градът е известен със своя Цветен парк и Долината на любовта (Thung Lung Tinh Yeu). Организират се обиколки до близките природни паркове и до живописни водопади, като най-известни са водопадът Прен на 10 км от града и Водопадът на слона на 30 км от града. Край града е манастирът на „Дева Мария“ (Nha Tho Domin), който е построен през 1942 г.
Далат е известен и като „градът без светофари“ във Виетнам.
В града се провеждат фестивалите:
- Фестивал на цветята в Далат (Festival hoa Đà Lạt)
- Седмица на чая в Далат (Tu Dan lễ văn hóa trà Đà Lạt)
- Фестивал на черешовия цвят (Lễ hội hoa anh đào)
- Фестивал „Đồi cỏ hồng“
- Фестивал на дъжда (Lễ hội mưa)
- Фестивал на гонга (Lễ hội cồng chiêng)

- Голф игрище в Далат
- Изглед към Златната долина
- Къщата за гости „Ханг Нга“
- Вила в боровата гора на Далат